# مرحله پلی آف مقدماتی لیگ قهرمانان آسیا ۲۰۰۹
مرحله مقدماتی لیگ قهرمانان آسیا ۲۰۰۹ بین ۱۸ تا ۲۵ فوریه ۲۰۰۹ برگزار شد. برندگان مرحله مقدماتی به مرحله گروهی لیگ قهرمانان آسیا ۲۰۰۹ راه یافتند، در حالی که بازندگان وارد مرحله گروهی ای‌اف‌سی کاپ ۲۰۰۹ شدند.

## مرحله مقدماتی
| تیم ۱     | نتیجه      | تیم ۲              |
| منطقه شرق | منطقه شرق  | منطقه شرق          |
| --------- | ---------- | ------------------ |
| پیا       | ۱–۴ (و.ا.) | سنگاپور آرمد فورسس |

| پیا      | ۱ – ۴ (و.ا.) | سنگاپور آرمد فورسس                         |
| -------- | ------------ | ------------------------------------------ |
| آپیپو ۶' | Report       | آرای ۲۹' · چایمن ۹۷' (پ) ۱۱۶' · منظور ۱۰۱' |

## مرحله پلی آف
| تیم ۱              | نتیجه      | تیم ۲     |
| منطقه شرق          | منطقه شرق  | منطقه شرق |
| ------------------ | ---------- | --------- |
| سنگاپور آرمد فورسس | ۲–۱ (و.ا.) | مدان      |
| منطقه غرب          |            |           |
| الشارجه            | ۳–۰        | دمپو      |

| سنگاپور آرمد فورسس   | ۲ – ۱ (و.ا.) | مدان       |
| -------------------- | ------------ | ---------- |
| چایمن ۳۶' · لطیف ۹۹' | Report       | کوستاس ۵۱' |

| الشارجه                             | ۳ – ۰  | دمپو |
| ----------------------------------- | ------ | ---- |
| آندرسون ۱۱' · جین ۳۴' · البلوشی ۵۵' | Report |      |